# Konya (provinca)
Koordinati:   38°00′48″N, 32°41′56″E
Konya je provinca, ki se nahaja v osrednji Anatoliji v Turčiji. Po površini je največja med turškimi provincami, središče pa je mesto Konya. 

## Okrožja
| - Ahırlı - Akören - Akşehir - Altınekin - Beyşehir - Bozkır - Çeltik - Cihanbeyli - Çumra - Derbent - Derebucak - Doğanhisar - Emirgazi - Ereğli - Güneysınır - Hadım | - Halkapınar - Hüyük - Ilgın - Kadınhanı - Karapınar - Karatay - Konya - Kulu - Meram - Sarayönü - Selçuklu - Seydişehir - Taşkent - Tuzlukçu - Yalıhüyük - Yeniceoba - Yunak |